# Розрада від Філософії
Розрада від Філософії (лат. Consolatio philosophiae також лат. De consolatione philosophiae) - головний твір пізнього давньоримського філософа Боеція, що складається з п'яти книг і вважається останнім значним філософським твором античності. Боецій написав "Consolatio" приблизно в середині двадцятих років VI століття, після того, як був заарештований за наказом остготського короля Теодеріха, оскільки його підозрювали у зрадницьких зв'язках з імператором Східної Римської імперії.
Твір задуманий як діалог автора з уособленою філософією, яка втішає і наставляє його. Як послідовник неоплатонізму, Боецій черпав свої ідеї передусім з праць Платона, Аристотеля та неоплатоніків. Крім того, помітний вплив ідей стоїцизму
У Середньовіччі "Consolatio philosophiae" була надзвичайно поширеною. Вона була частиною шкільної програми і одним з найбільш коментованих текстів Середньовіччя. 

## Зміст
Твір складається з 5 книг:
- Книга I: Боецій нарікає на своє ув'язнення, доки його не відвідує Філософія, уособлена в образі жінки.
- Книга II: Філософія ілюструє примхливість долі, розповідаючи про "колесо фортуни"; вона також стверджує, що справжнє щастя полягає у прагненні до мудрості.
- Книга III: Спираючись на ідеї, викладені в попередній книзі, Філософія пояснює, що мудрість має божественне джерело; вона також демонструє, що багато земних благ (наприклад, багатство, краса) є в кращому випадку швидкоплинними.
- Книга IV: Філософія і Боецій обговорюють природу добра і зла, причому Філософія пропонує кілька пояснень, чому існує зло і чому нечестиві ніколи не зможуть досягти справжнього щастя.
- Книга V: Боецій запитує Філософа про роль, яку відіграє Випадок в упорядкуванні всього сущого. Філософ стверджує, що Випадок керується Провидінням. Потім Боецій запитує філософа про сумісність всезнаючого Бога і свободи волі.

## Український переклад
- Боецій. Розрада від Філософії / Пер. з лат. А. О. Содомори, передм. В. В. Кондзьолки, прим. і покажч. Р. Паранька. — 2-е, випр. і доп. — 208 с. — 1000 прим. — ISBN 978-617-629-518-1.